# 原田令嗣
原田 令嗣（はらだ よしつぐ、1952年〈昭和27年〉2月2日 - ）は、日本の政治家。自由民主党所属の元衆議院議員（2期）。

## 来歴・人物
武蔵高校を経て、慶應義塾大学法学部政治学科を卒業後、1974年NHKへ入局。名古屋放送局報道部ディレクター、アメリカ総局特派員、報道局衛星放送部長等を歴任。
父・昇左右の政界引退を受けて、2003年の第43回衆議院議員総選挙で静岡2区から、自由民主党公認で立候補し、初当選(当選同期に西村康稔・萩生田光一・武田良太・加藤勝信・菅原一秀などがいる。)。2005年の第44回衆議院議員総選挙にて再選。派閥は谷垣派に所属。院内では、農林水産委員会、厚生労働委員会、災害対策特別委員会に所属した。
2009年の第45回衆議院議員総選挙では、民主党元職の津川祥吾に敗れた。比例東海ブロックにも重複立候補していたが惜敗率が足りずに落選。同年末に選挙区支部長再任条件が緩和されたものの辞退した。支部長後任には翌2010年6月に公募で井林辰憲が選ばれた。
日本と韓国が共同運営するインターネット放送局の開設を目的として2014年2月14日に設立された「日韓共同チャンネル推進機構」の代表理事を務めている。

## 政治的立場
- 静岡空港が原田の選挙区内であることもあり、同空港の建設推進派国会議員の1人であった[要出典]。
- 在日韓国人の地方参政権に賛成しており、2007年11月8日に開催された、民団が主催する「永住外国人地方参政権の早期立法化を！」と訴える全国決起大会に国会会期中にもかかわらず参加した[要出典]。

## 所属していた団体・議員連盟
- 朝鮮通信使交流議員の会（事務局長）
- 日韓議員連盟